# Ramena
Ramena est une commune (Kaominina) du nord de Madagascar, dans le district d'Antsiranana II de la région de Diana (ex-province d'Antsiranana). Son chef-lieu éponyme est un village de pêcheurs, calme, convivial et touristique.
Pour rendre la prononciation française, l'on trouve un accent aigu sur le « e » si l'on n'entend pas la version francisée proprement dite, Ramène.

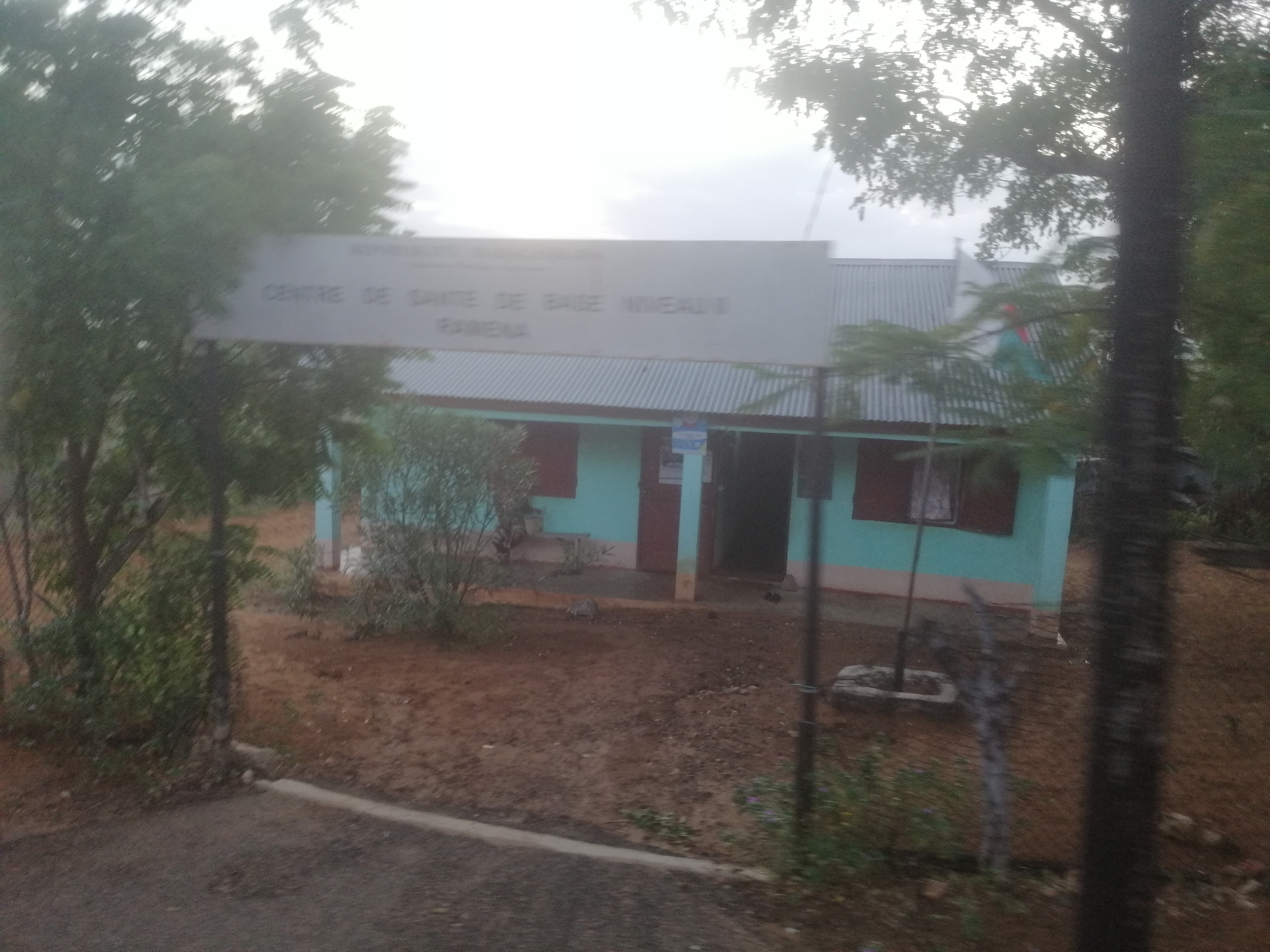
Hopital Ramena (CSB II)

Dans la commune rurale de Ramena, il y a un CSBII (Centre de santé de base niveau II), une école primaire publique, un collège d'enseignement général et quelques écoles privées.
Le bureau de la commune rurale de Ramena se situe à l'entrée de la plage (parcage).

## Géographie
Ramena est situé entre le cap d'Andranomody et la pointe de l'Aigle, dans la baie de Diégo-Suarez .
Ramena se trouve à une vingtaine de kilomètres d'Antsiranana, le chef-lieu de la région Diana. La route nationale 59b menant à Ramena est désormais complètement réhabilitée. Depuis la ville de Diégo-Suarez vers le village de Ramena, il se présente une séquence de vues d'intérêt touristique : Nosy Lonjo (le « Pain de Sucre »), la montagne des Français, des villages traditionnels :
- Au nord : Bobaomby,
- Au sud : Mahavanona,
- À l'ouest : Antanamitarana,
- À l'est : l'océan Indien.

### Sites remarquables

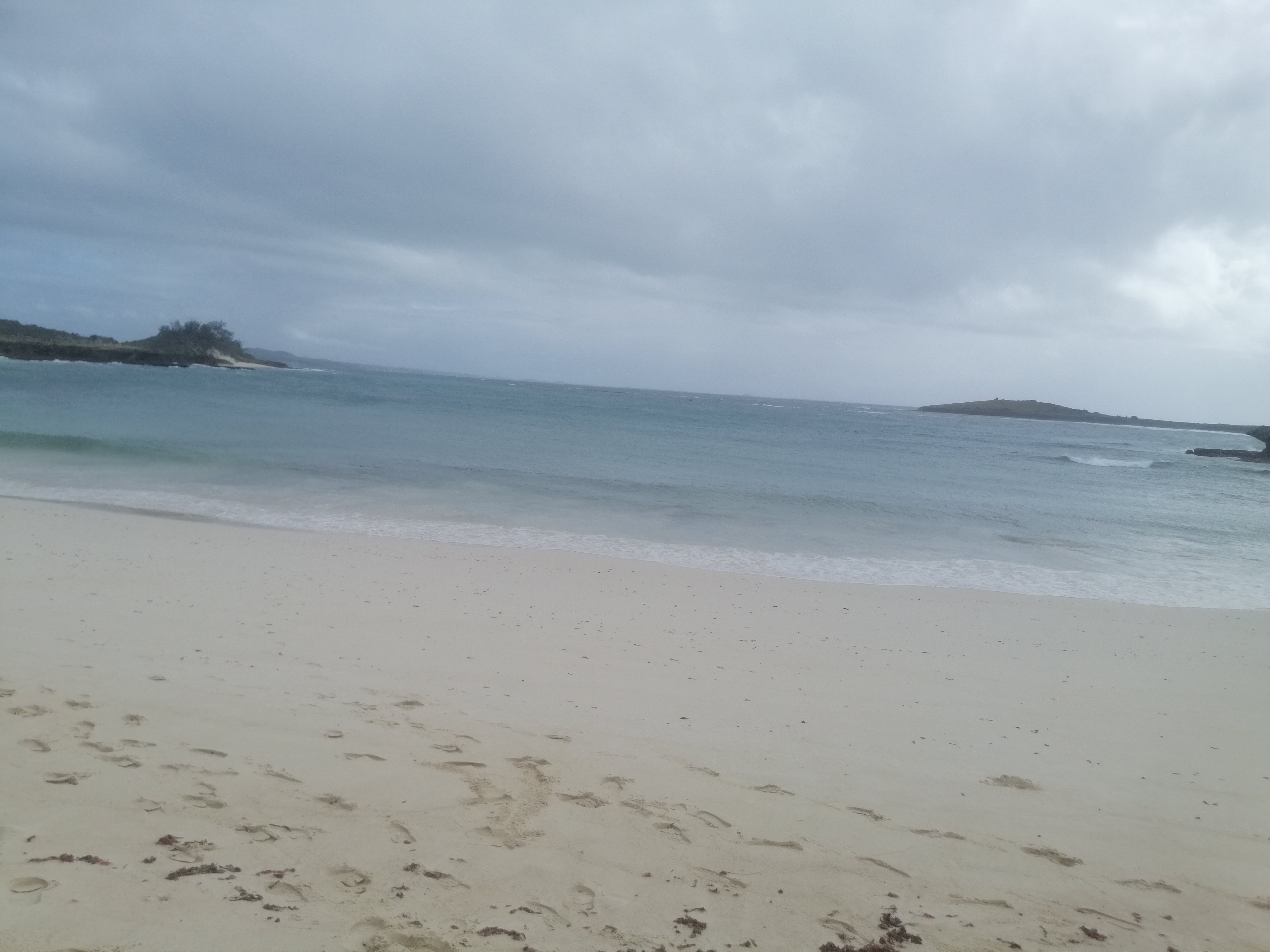
Baie de Dune

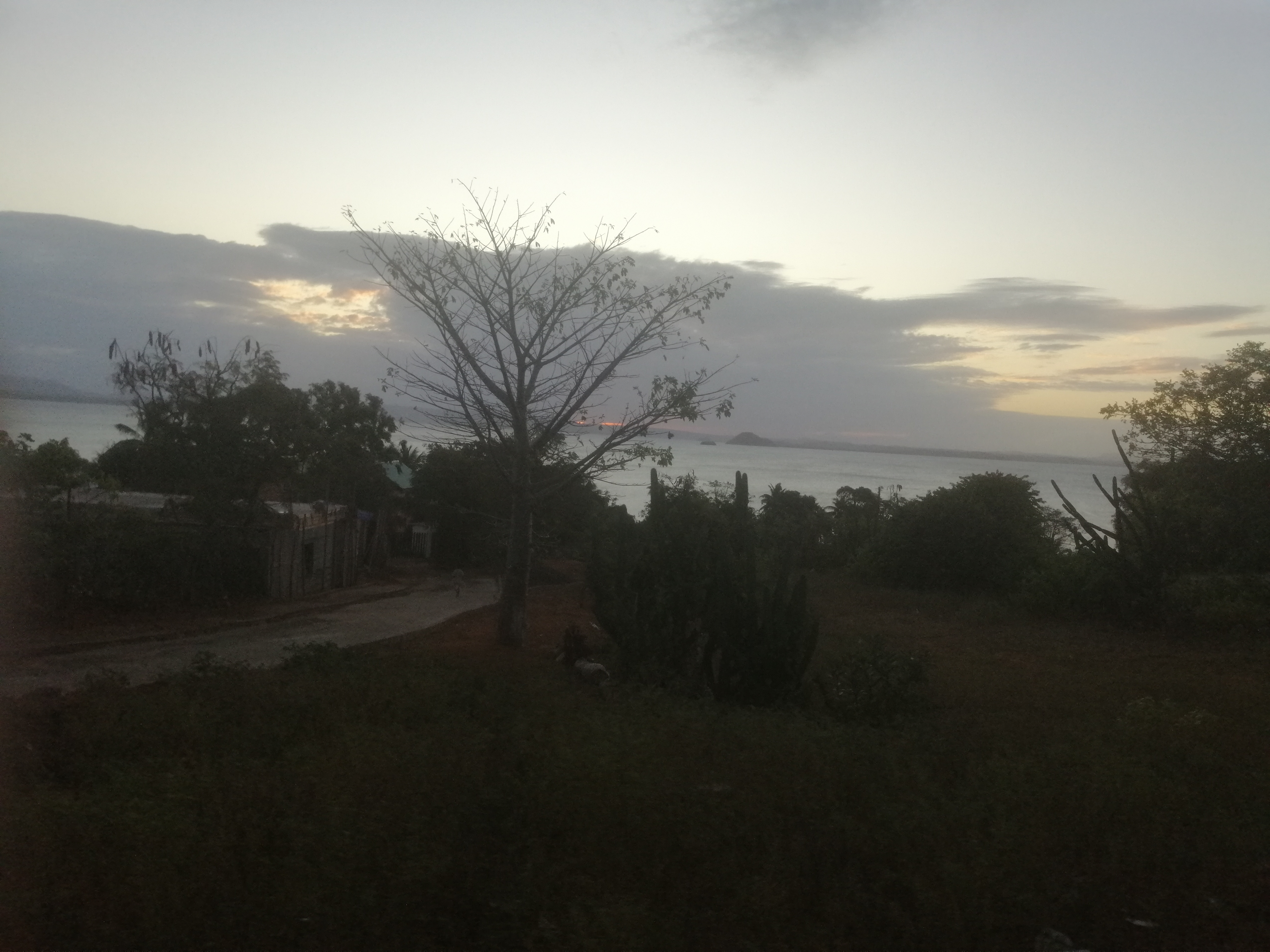
fin d'après-midi à Ramena

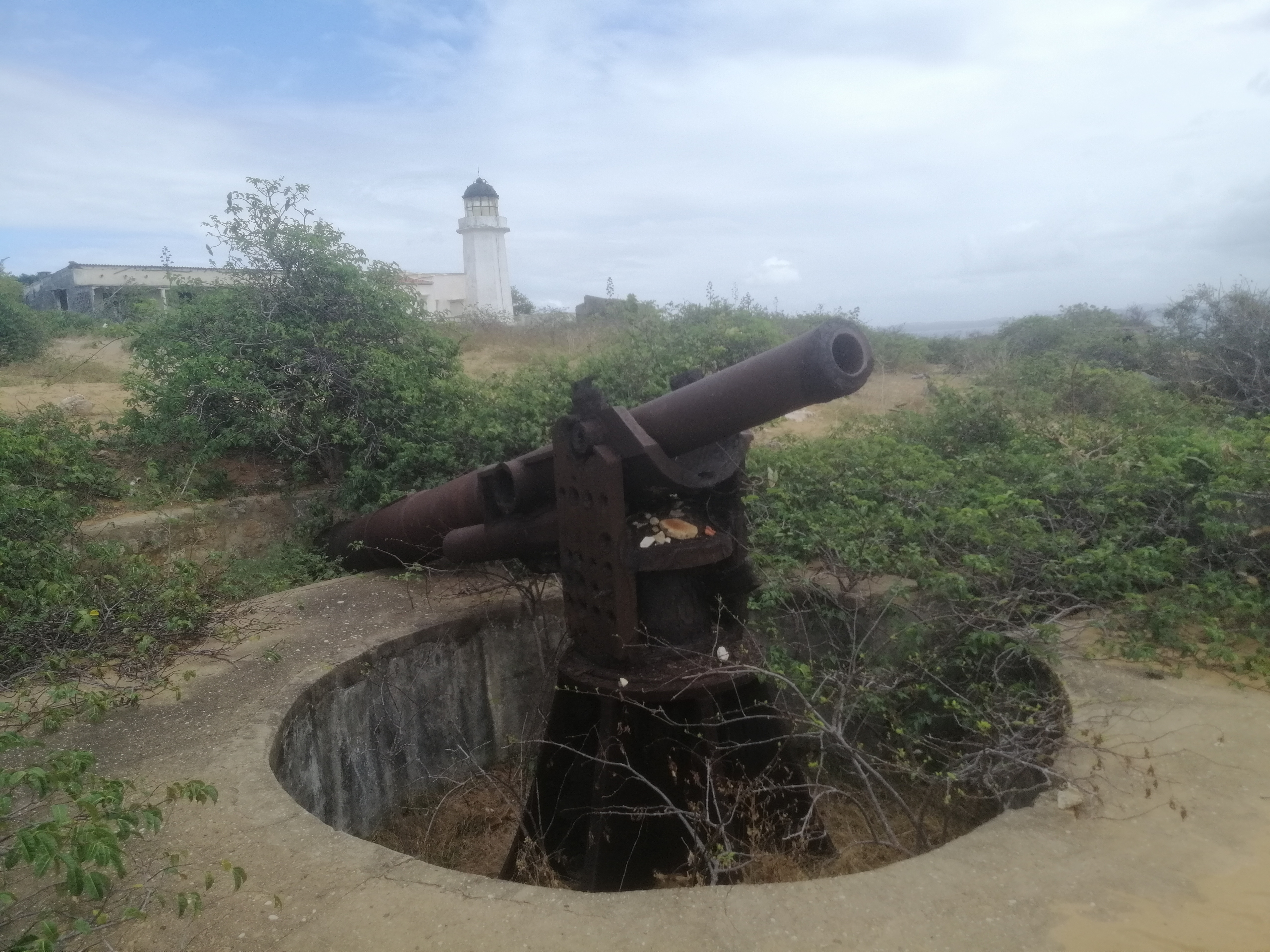
canon au camp orangea

La plage de Ramena est la plage la plus fréquentée depuis Diégo-Suarez car la ville elle-même ne permet nulle part au public général d'accéder à la plage pour des baignades. La plage de sable blanc est longue de 3 km et dépourvue de risques : ni requins, ni courants ni vagues notables.
Chaque année, il est devenu un rituel pour la population antsiranaise de se retrouver à Ramena, le week-end de Pâques, pour une ambiance festive, les pieds dans l'eau.
À part la plage elle-même, sont également accessibles, à pied ou/et à bateau, les « Trois Baies » de Diégo-Suarez, nommées des Sakalava, des Pigeons et des Dunes), la mer d'Émeraude et le cap d'Ambre (Bobaomby).

## Histoire
Le toponyme viendrait d'un pêcheur immigrant Antakarana nommé Ramena. Des gens venaient chercher du poisson chez lui en disant « On va chercher du poisson chez Ramena ! ». Il a toutefois disparu donc n'est plus revenu dans la communauté, son nom étant pourtant resté attribué au village puis appliqué à la commune entière.
La première présence sédentaire remonte à 1800 environ, par les Antakarana. Puis, il y a différents flux de migration comme l'arrivée des Sakalava en 1850, des Anjouanais en 1960, l'armée française en 1887 et d'autres ethnies malgaches.

## Us et coûtumes
Les gens respectent beaucoup les rites et les coûtumes traditionnels.
Comme dans beaucoup de régions du Nord de Madagascar, Le jour du mardi et de Jeudi est fady (interdit) pour les travaux de rizière et l'enterrement (interdit de labourer).
Il est aussi interdit de manger du poulet avant d'aller travailler les champs.
Pour certains tribus, il est interdit de se nourrir du porc, de l'anguille et du voanjobory(une sorte de graine ronde).
Le sport traditionnel pratiqué à Ramena est le morengy.

## Administration
Ramena est une commune du district d'Antsiranana II, située dans la région de Diana, dans la province de Diego-Suarez. Sur le plan Administratif, il existe à Ramena, un bureau de la mairie, un bureau de Fokontany.
La commune Ramena est composé de 5 fokontany : Ramena, Ankorikahely, Ivovona, Andavakoera et Betahitra.

## Économie
Les potentialités économique de Ramena sont : la mer, l'espace, le sol fertile, le sable fin et l'ecotourisme.
Au plan de l'économie, la pêche est l'activité principale à Ramena. Des poissons et des crustacés de toutes catégories pour la ville d'Antsiranana et ses alentours y sortent tous les jours. On trouve à Ramena la pêche traditionnelle, la pêche sportive,ainsi que la pêche sous-marine.
Il y a aussi les activités liées au tourisme, comme des bungalows et des restaurants spécialisés aux divers fruits de mer, des chambres d'hôtes et des guides touristiques qui proposent des voyages en bateaux pour visiter les sites au voisinage comme la mer d'émeraude, le cap d'Ambre, des activités de surf dans la Baie de Sakalava et bien d'autres encore.
Sur toute la plage, il y a des vendeuses d'articles souvenirs qui vendent les produits de l'artisanat local comme des colliers en corne de zébu, en dent de requin, en perle..., des paréos, des huiles essentielles pour massages, sans oublier des poissons fruits, bonbon coco, œufs durs, huîtres. Pour couronner le tout, sur la plage de Ramena, il y a eux qui vous proposent de faire du maquillage (masonjoany) qui peut embellir vos visage avec des dessins.
Pour le cas de l'agriculture, elle est basée surtout sur la culture vivrière (manioc, maïs, riz, tomate ainsi que des coco,) 

## Démographie
La population est estimée à 4 000 habitants, en 2001.

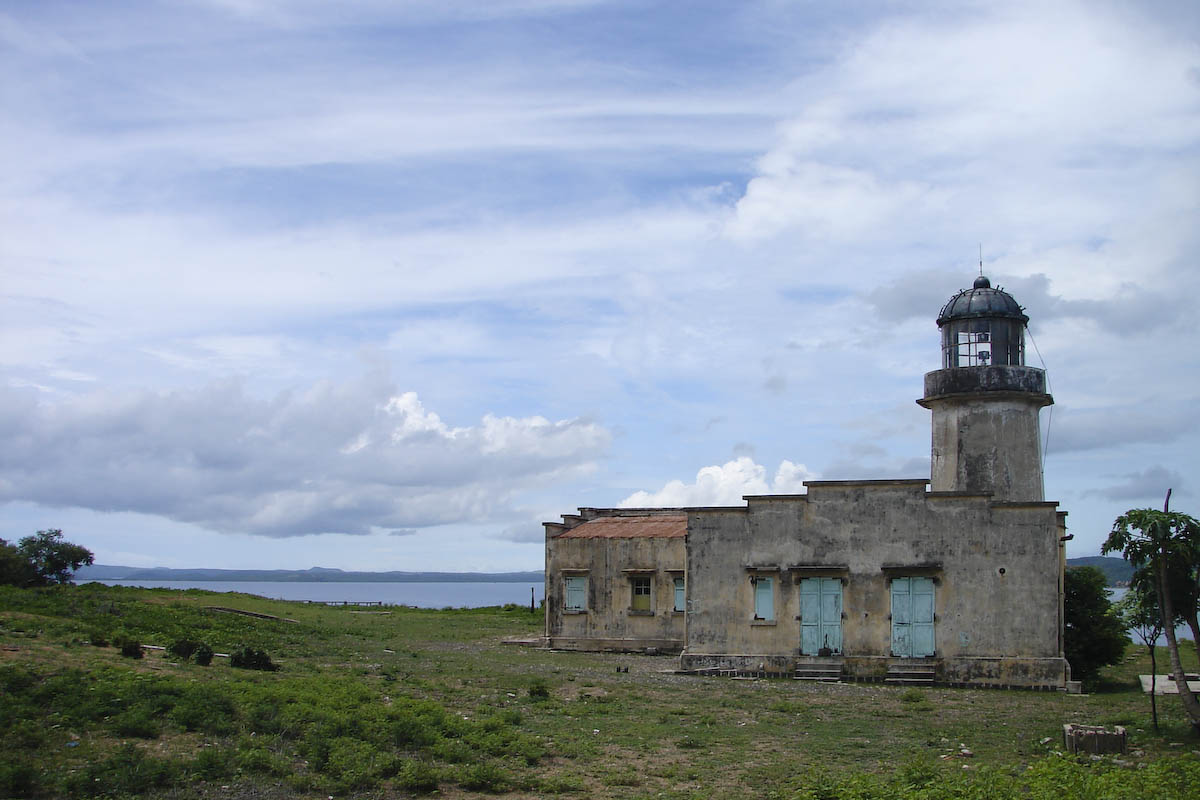

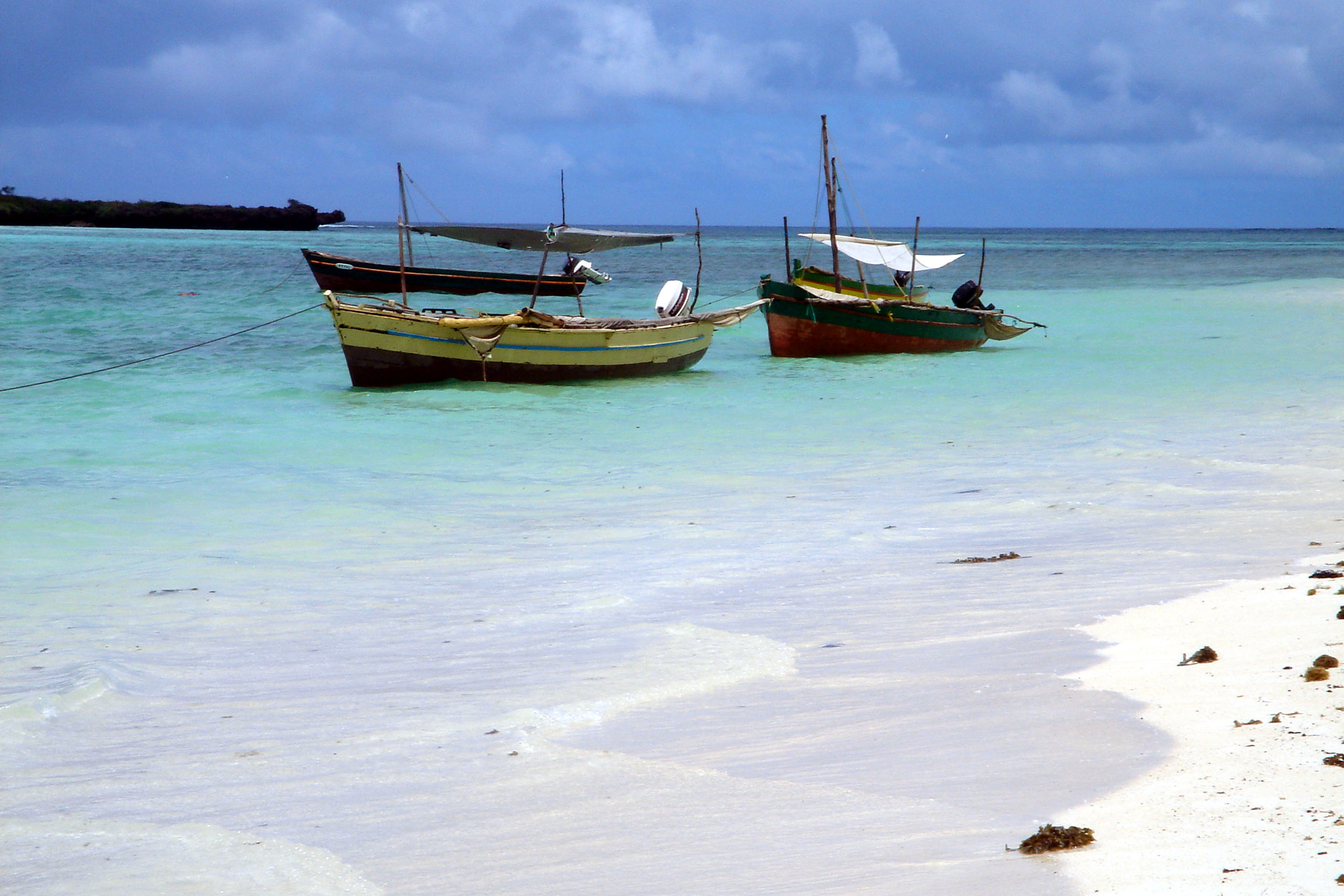